# Lissochlora montana
Lissochlora montana là một loài bướm đêm trong họ Geometridae.